# Cadarsac
Cadarsac est une commune du Sud-Ouest de la France, située dans le département de la Gironde, en région Nouvelle-Aquitaine.

## Géographie

### Localisation
Cadarsac se situe dans l'Entre-deux-Mers, en rive gauche de la Dordogne, dans l'aire d'attraction de Bordeaux et son unité urbaine, ainsi que dans la communauté d'agglomération du Libournais membre du Pays du Libournais. Elle est encerclée par les communes voisines de Nérigean au sud-ouest, Arveyres au nord, Génissac à l'est, et se trouve à 23 km de Bordeaux et à 9 km de Libourne.

### Communes limitrophes
Les communes limitrophes sont  Arveyres, Génissac et Nérigean.
|          | Arveyres |          |
|          | Cadarsac | Génissac |
| Nérigean |          |          |

Représentations cartographiques de la commune
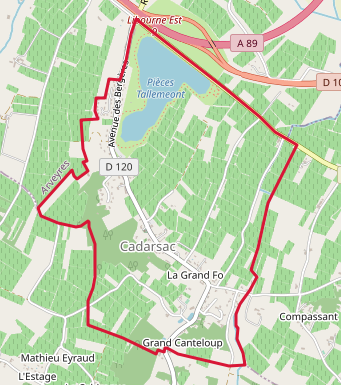
Carte OpenStreetMap.
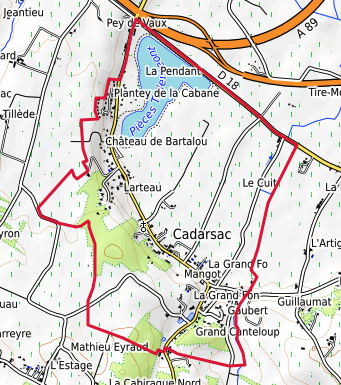
Carte topographique.
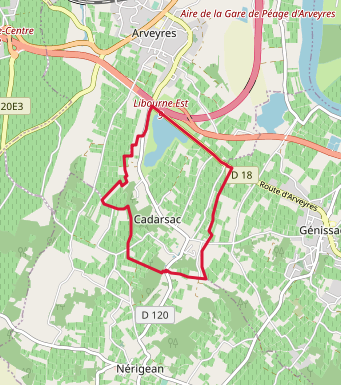
Carte avec les communes environnantes.

### Climat
Pour des articles plus généraux, voir Climat de la Nouvelle-Aquitaine et Climat de la Gironde.
Historiquement, la commune est exposée à un climat océanique aquitain.  
En 2020, Météo-France publie une typologie des climats de la France métropolitaine dans laquelle la commune est exposée à un climat océanique et est dans la région climatique  Aquitaine, Gascogne, caractérisée par une pluviométrie abondante au printemps, modérée en automne, un faible ensoleillement au printemps, un été chaud (19,5 °C), des vents faibles, des brouillards fréquents en automne et en hiver et des orages fréquents en été (15 à 20 jours).
Pour la période 1971-2000, la température annuelle moyenne est de 13 °C, avec une amplitude thermique annuelle de 14,8 °C. Le cumul annuel moyen de précipitations est de 864 mm, avec 11,9 jours de précipitations en janvier et 6,5 jours en juillet. Pour la période 1991-2020, la température moyenne annuelle observée sur la station météorologique la plus proche, située sur la commune de Saint-Émilion à 10,87 km à vol d'oiseau, est de 13,9 °C et le cumul annuel moyen de précipitations est de 798,1 mm,. Pour l'avenir, les paramètres climatiques de la commune estimés pour 2050 selon différents scénarios d'émission de gaz à effet de serre sont consultables sur un site dédié publié par Météo-France en novembre 2022.

## Urbanisme

### Typologie
Au 1er janvier 2024, Cadarsac est catégorisée commune rurale à habitat dispersé, selon la nouvelle grille communale de densité à sept niveaux définie par l'Insee en 2022.
Elle appartient à l'unité urbaine de Bordeaux, une agglomération intra-départementale regroupant 73  communes, dont elle est une commune de la banlieue,,. Par ailleurs la commune fait partie de l'aire d'attraction de Bordeaux, dont elle est une commune de la couronne,. Cette aire, qui regroupe 275 communes, est catégorisée dans les aires de 700 000 habitants ou plus (hors Paris),.

### Occupation des sols

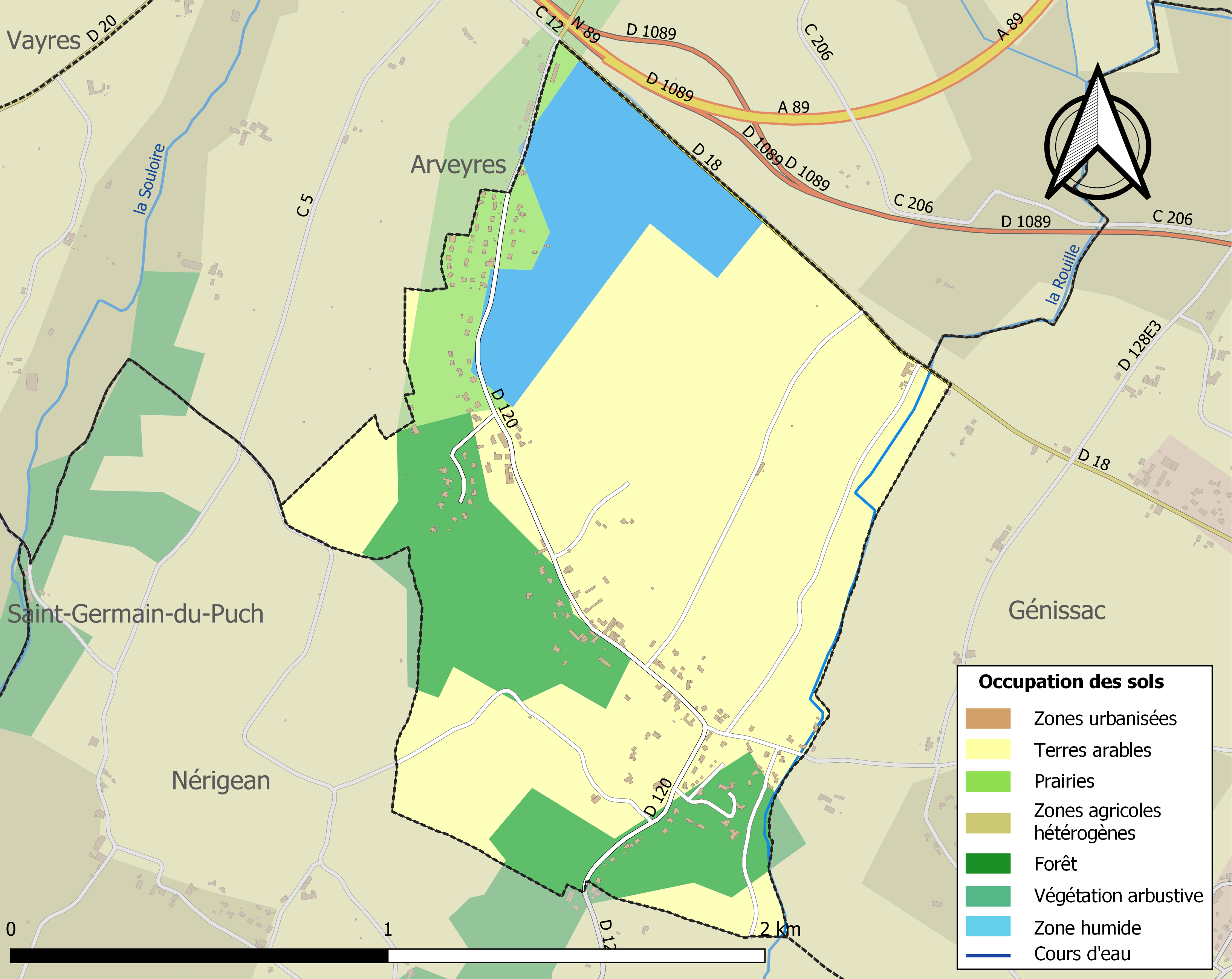
Carte des infrastructures et de l'occupation des sols de la commune en 2018 (CLC).

L'occupation des sols de la commune, telle qu'elle ressort de la base de données européenne d’occupation biophysique des sols Corine Land Cover (CLC), est marquée par l'importance des territoires agricoles (69,3 % en 2018), en diminution par rapport à 1990 (81,2 %). La répartition détaillée en 2018 est la suivante : 
cultures permanentes (63,4 %), forêts (18,8 %), eaux continentales (11,9 %), prairies (5,9 %). L'évolution de l’occupation des sols de la commune et de ses infrastructures peut être observée sur les différentes représentations cartographiques du territoire : la carte de Cassini (XVIIIe siècle), la carte d'état-major (1820-1866) et les cartes ou photos aériennes de l'IGN pour la période actuelle (1950 à aujourd'hui).

### Risques majeurs
Le territoire de la commune de Cadarsac est vulnérable à différents aléas naturels : météorologiques (tempête, orage, neige, grand froid, canicule ou sécheresse), inondations, mouvements de terrains et séisme (sismicité faible). Il est également exposé à un risque technologique, la rupture d'un barrage. Un site publié par le BRGM permet d'évaluer simplement et rapidement les risques d'un bien localisé soit par son adresse soit par le numéro de sa parcelle.

#### Risques naturels
Certaines parties du territoire communal sont susceptibles d’être affectées par le risque d’inondation par débordement de cours d'eau et par submersion marine. La commune a été reconnue en état de catastrophe naturelle au titre des dommages causés par les inondations et coulées de boue survenues en 1982, 1999, 2000 et 2009,.
Les mouvements de terrains susceptibles de se produire sur la commune sont des tassements différentiels.

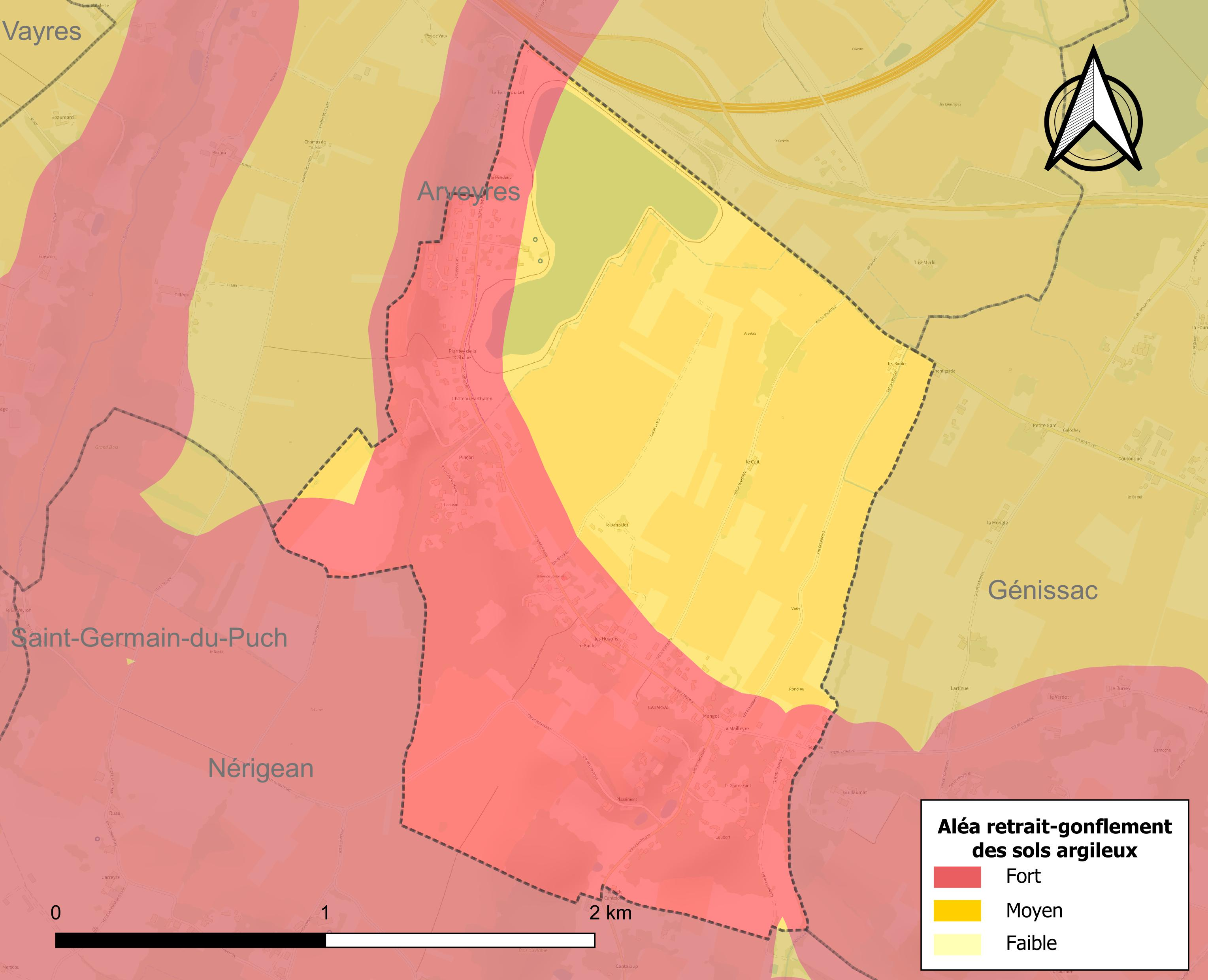
Carte des zones d'aléa retrait-gonflement des sols argileux de Cadarsac.

Le retrait-gonflement des sols argileux est susceptible d'engendrer des dommages importants aux bâtiments en cas d’alternance de périodes de sécheresse et de pluie. La totalité de la commune est en aléa moyen ou fort (67,4 % au niveau départemental et 48,5 % au niveau national). Sur les 145 bâtiments dénombrés sur la commune en 2019, 145 sont en aléa moyen ou fort, soit 100 %, à comparer aux 84 % au niveau départemental et 54 % au niveau national. Une cartographie de l'exposition du territoire national au retrait gonflement des sols argileux est disponible sur le site du BRGM,.
Par ailleurs, afin de mieux appréhender le risque d’affaissement de terrain, l'inventaire national des cavités souterraines permet de localiser celles situées sur la commune.
Concernant les mouvements de terrains, la commune a été reconnue en état de catastrophe naturelle au titre des dommages causés par la sécheresse en 1989 et par des mouvements de terrain en 1999.

#### Risques technologiques
La commune est en outre située en aval du  barrage de Bort-les-Orgues, un ouvrage sur la Dordogne de classe A soumis à PPI, disposant d'une retenue de 477 millions de mètres cubes. À ce titre elle est susceptible d’être touchée par l’onde de submersion consécutive à la rupture de cet ouvrage.

## Toponymie
Le nom de la commune provient de l’ancien français cadarssaco qui désigne un « plateau élevé » ; la terminaison du toponyme en -ac suggère que le village primitif s’est constitué autour d’un établissement gallo-romain dont les fondations ont d’ailleurs été mises au jour. En gascon, le nom de la commune est Cadarçac. Ses habitants sont appelés les Cadarsacais.

## Histoire
À la Révolution, la paroisse Sainte-Eulalie de Cadarsac forme la commune de Cadarsac.

## Politique et administration
La commune de Cadarsac appartient à l'arrondissement de Libourne. À la suite du découpage territorial de 2014 entré en vigueur à l'occasion des élections départementales de 2015, la commune est transférée du canton de Libourne supprimé au nouveau canton du Libournais-Fronsadais,. Cadarsac fait également partie de la communauté d'agglomération du Libournais membre du Pays du Libournais.
| Période                                  | Période   | Identité           | Étiquette | Qualité           |
| ---------------------------------------- | --------- | ------------------ | --------- | ----------------- |
| mars 2001                                | mars 2008 | Geneviève Beney    |           |                   |
| mars 2008                                | mai 2020  | Armand Reis-Filipe |           | Agent d'assurance |
| mai 2020                                 | En cours  | Joachim Boisard    |           | Technicien réseau |
| Les données manquantes sont à compléter. |           |                    |           |                   |

## Démographie
L'évolution du nombre d'habitants est connue à travers les recensements de la population effectués dans la commune depuis 1793. Pour les communes de moins de 10 000 habitants, une enquête de recensement portant sur toute la population est réalisée tous les cinq ans, les populations de référence des années intermédiaires étant quant à elles estimées par interpolation ou extrapolation. Pour la commune, le premier recensement exhaustif entrant dans le cadre du nouveau dispositif a été réalisé en 2005.

En 2022, la commune comptait 345 habitants, en évolution de −2,27 % par rapport à 2016 (Gironde : +6,91 %, France hors Mayotte : +2,11 %).
| 1793 | 1800 | 1806 | 1821 | 1831 | 1836 | 1841 | 1846 | 1851 |
| ---- | ---- | ---- | ---- | ---- | ---- | ---- | ---- | ---- |
| 132  | 146  | 155  | 142  | 136  | 119  | 129  | 112  | 122  |

| 1856 | 1861 | 1866 | 1872 | 1876 | 1881 | 1886 | 1891 | 1896 |
| ---- | ---- | ---- | ---- | ---- | ---- | ---- | ---- | ---- |
| 128  | 116  | 132  | 143  | 123  | 129  | 117  | 116  | 90   |

| 1901 | 1906 | 1911 | 1921 | 1926 | 1931 | 1936 | 1946 | 1954 |
| ---- | ---- | ---- | ---- | ---- | ---- | ---- | ---- | ---- |
| 102  | 91   | 101  | 107  | 107  | 114  | 110  | 121  | 115  |

| 1962 | 1968 | 1975 | 1982 | 1990 | 1999 | 2005 | 2006 | 2010 |
| ---- | ---- | ---- | ---- | ---- | ---- | ---- | ---- | ---- |
| 119  | 135  | 141  | 184  | 263  | 246  | 231  | 229  | 300  |

| 2015 | 2020 | 2022 | - | - | - | - | - | - |
| ---- | ---- | ---- | - | - | - | - | - | - |
| 342  | 355  | 345  | - | - | - | - | - | - |

Avec 133 habitants/km2 (chiffres 2011), elle détient une assez forte densité pour sa taille ; ainsi, elle est la 7860e commune du classement des densités en France (sur 36 783 communes au 1er mars 2008).

## Culture locale et patrimoine

### Lieux et monuments
- La petite église Sainte-Eulalie, d'architecture romane, date du XIIe siècle[33] et a été reprise aux XVe et XVIe siècles ; elle est inscrite au titre des monuments historiques depuis 1925[34].

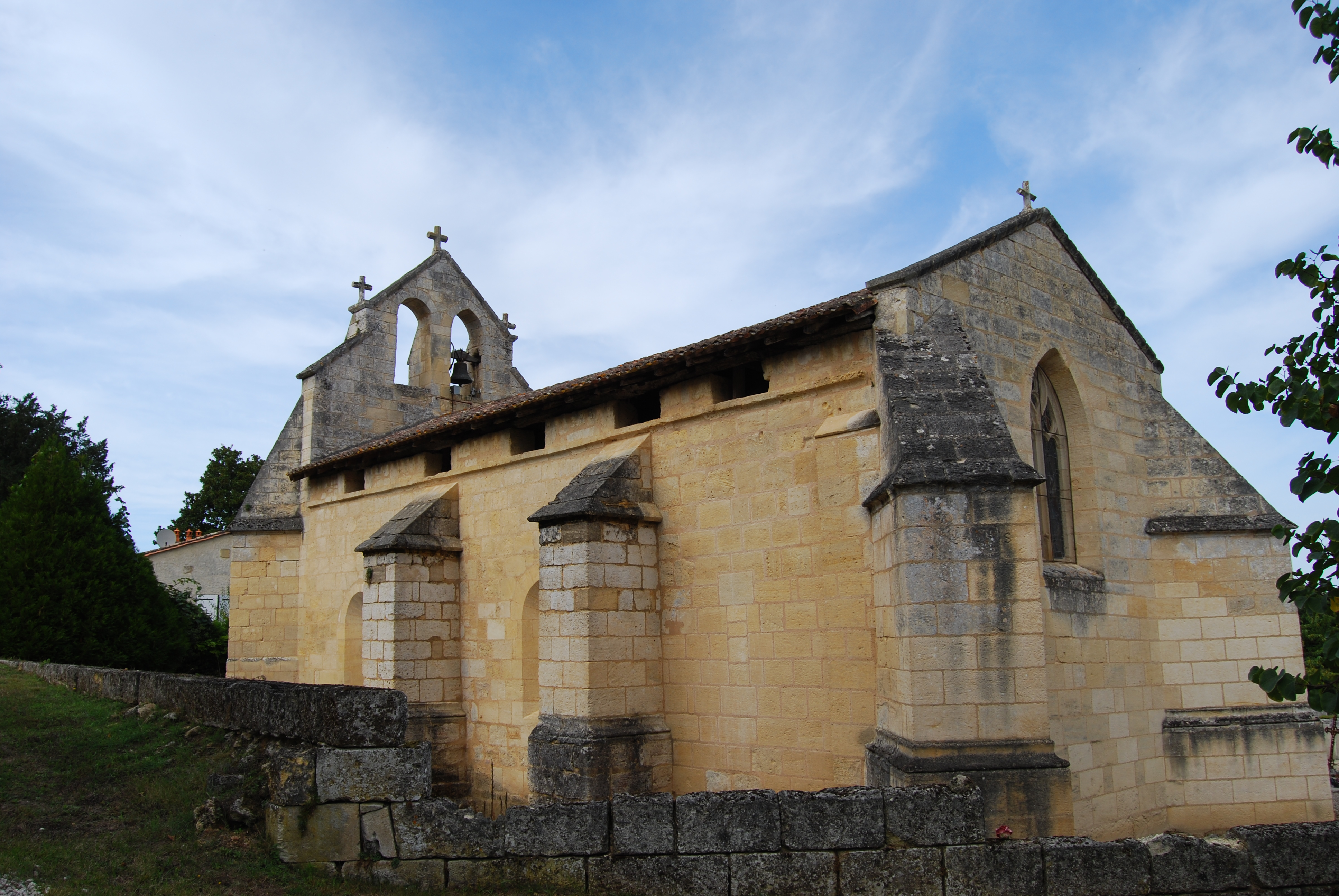
Vue sud-est de l'église
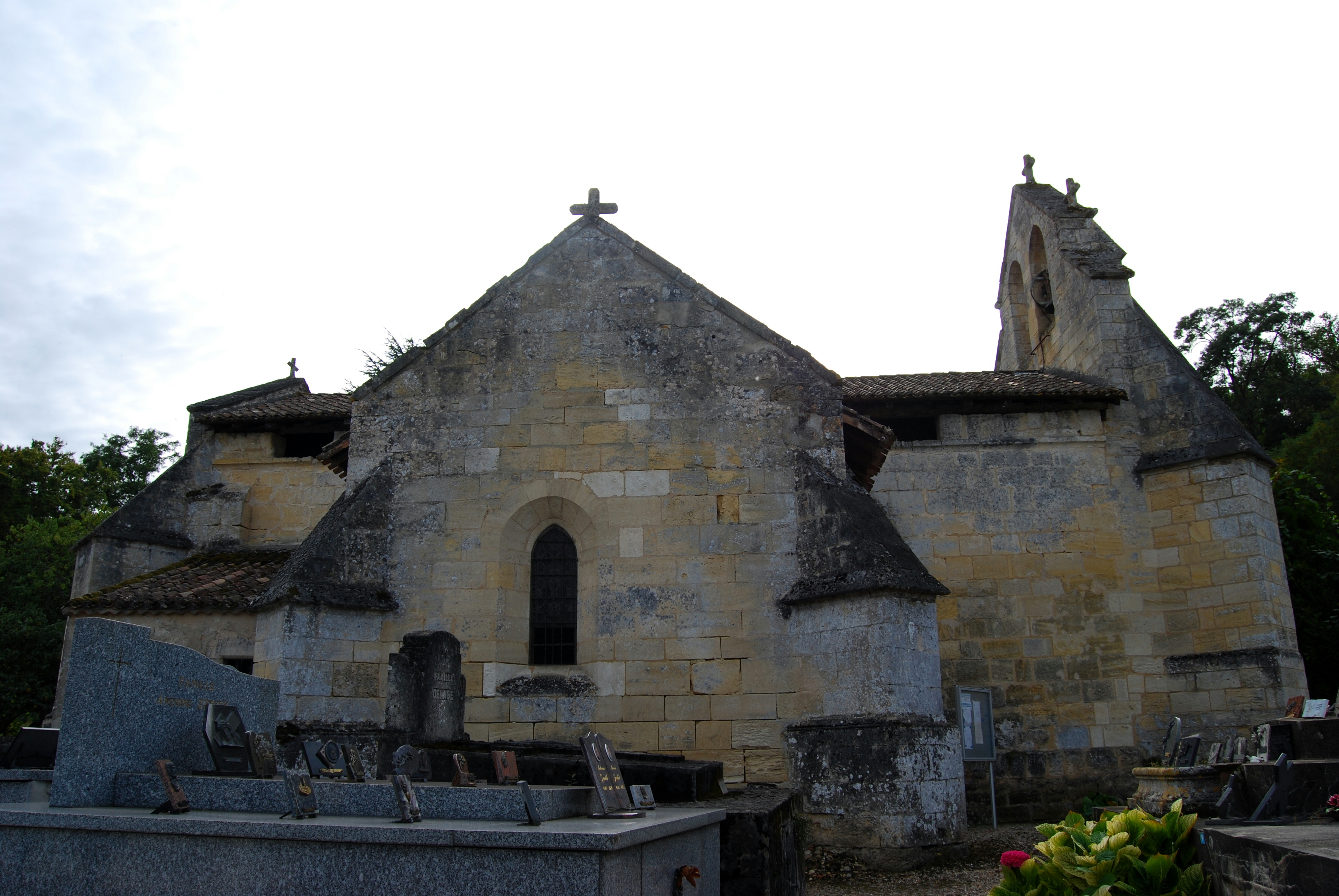
Vue est de l'église
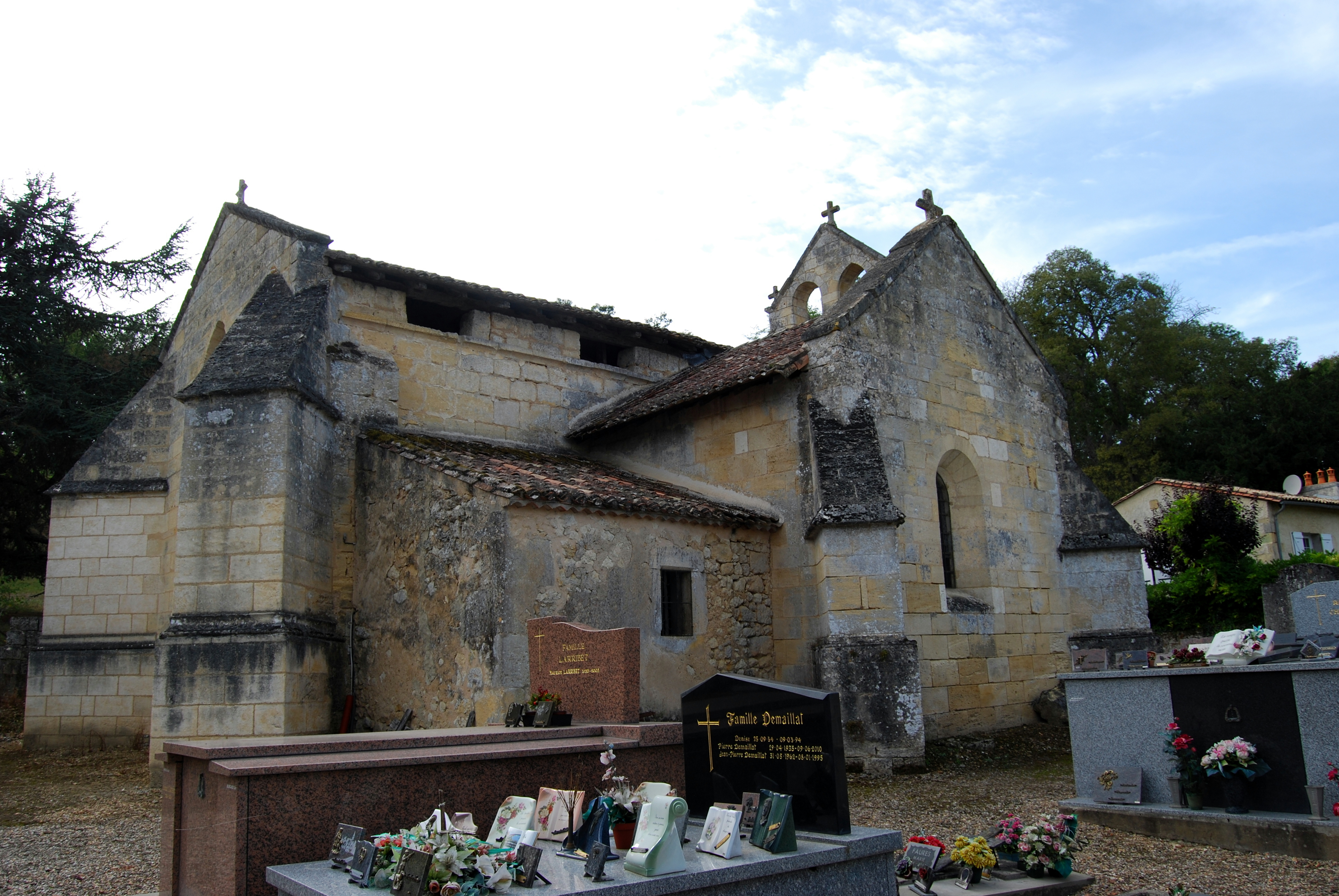
Vue de l'église depuis le cimetière
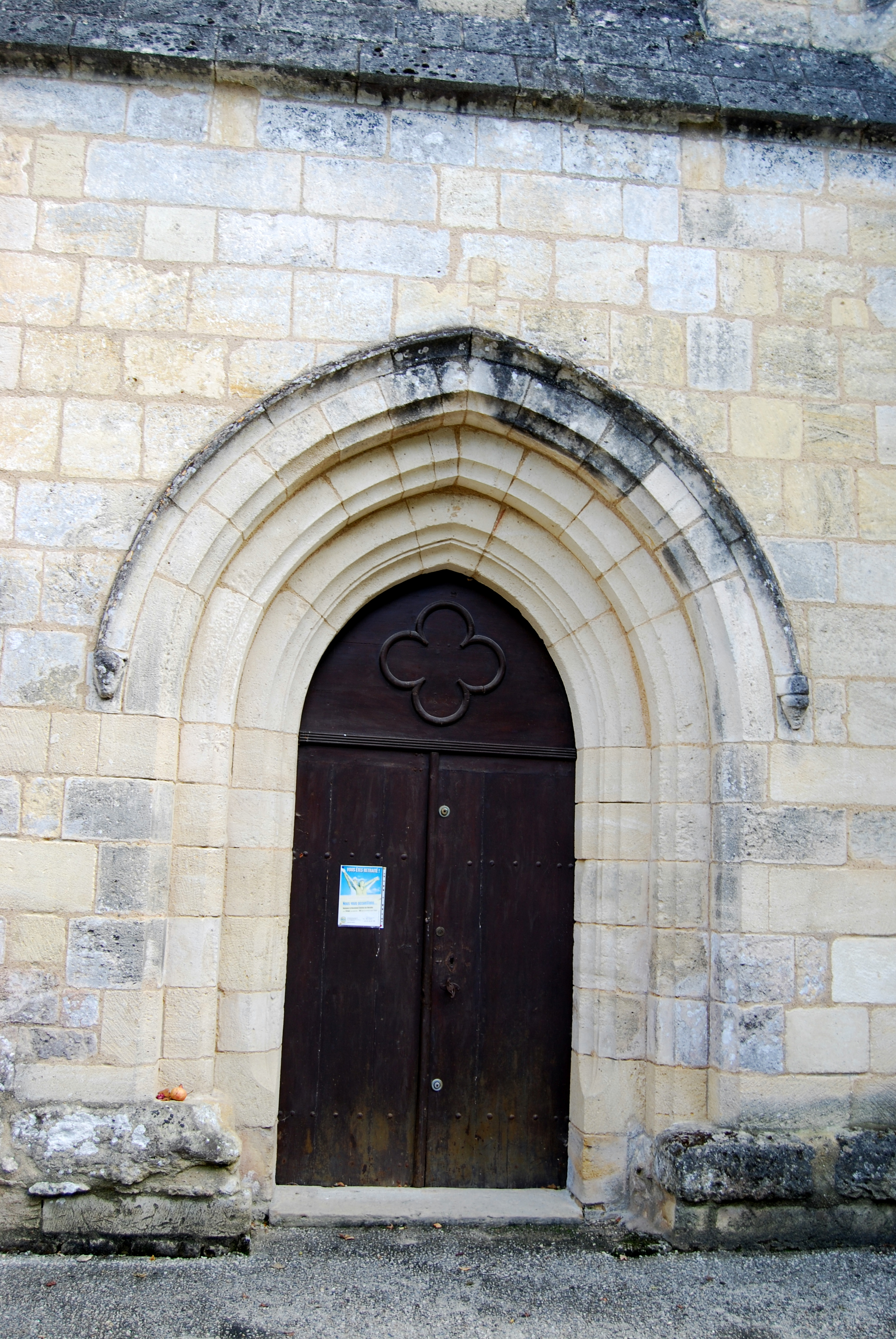
Le portail
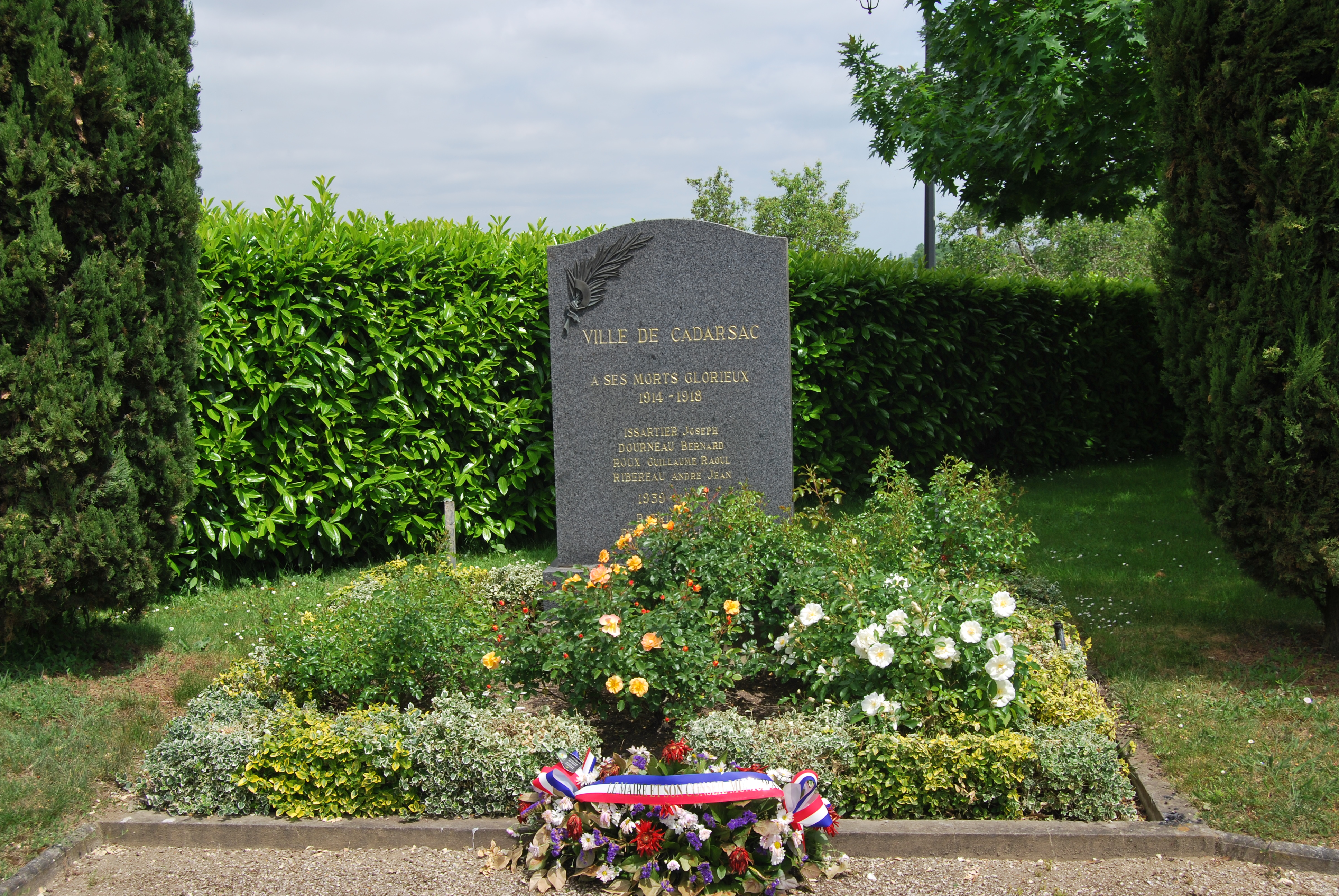
Monument aux morts

### Héraldique
| Armes de Cadarsac | Les armes de Cadarsac blasonnent ainsi : Coupé, au premier d'azur à l'église du lieu d'argent, au second parti, au I d'or à la grappe de raisin de gueules tigée et feuillée de sinople, au II d'argent au cèdre terrassé de sinople. |